# In Orbit
In Orbit este cel de-al doilea album al cântăreței September.

## Istorie
September a stat în umbră pînă la ieșirea pe piață a noului album, numit In Orbit. Acesta a fost produs în prima parte a anului 2005. Toate melodiile au fost produse de Jonas von der Burg și scrise de Jonas von der Burg, Anoo Bhagavan și Niklas von der Burg, excepție făcând melodiile "Flowers on the Grave" (scrisă de Steven Elson și Dave Stephenson) și "Midnight Heartache" (scrisă de Jonas von der Burg, Anoo Bhagavan, Niklas von der Burg, Donna Weiss și Jackie de Shannon) . Data oficială a lansării a fost pe 24 octombrie a anului 2005, albumul In Orbit fiind comercializat sub semnătura casei de discuri Catchy Tunes . În Rusia, Megaliner Records s-a ocupat de promovarea albumului.
Din punct de vedere al stilului muzical, In Orbit are la bază genurile pop și dance, iar textele melodiilor se axează pe motive precum dragostea și încrederea în sine. Produsul conține 12 melodii care l-au ajutat să intre în topurile celor mai bine vândute produse din Suedia (#17), Finlanda (#36) și Polonia (#10).
Cele cinci single-uri extrase de pe album: Satellites, Looking For Love, 
Flowers on the Grave, It Doesn't Matter și Cry for You au ajuns rapid hituri în Suedia și au reprezentat modul în care Petra Marklund a devenit cunoscută în Europa. Pentru a promova albumul, September a concertat deseori în Rusia, China, Statele Unite și Europa, muzica sa devenind mai apreciată de ascultători. 

## Extrase pe single
Satellites

Pe data de 26 iulie a anului 2005, September a lansat cel de-al patrulea EP din cariera sa. Acesta se numește Satellites și conține patru versiuni diferite ale melodiei cu același nume. În același timp melodia a fost extrasă și pe single, devenind astfel primul extras pe single de pe albumul In Orbit și primul single lansat sub semnătura Catchy Tunes.
Melodia urmărește genul pop dace al albumului. Piesa a fost inclusă pe album și într-o versiune acustică live.
"Satellites" este una dintre puținele melodii care s-a bucurat de succes deplin în rândurile fanilor și ale criticilor din cariera Petrei Marklund. Revista suedeză Sonic a numit piesa una dintre cele 15 cele mai bune producții Euro disco ale tuturor timpurilor. Sara Martinsson a făcut o recenzie asupra melodiei afirmând: "Echipa de producție din spatele acestui vis luxuriant a înțeles geniul eternului simplu".
Single-ul a fost un mare succes în Scandinavia (Suedia, Finlanda), reușind să obțină poziții înalte în topuri. Datorită succesului obținut, melodia a fost lansată și în alte părți ale Europei precum Polonia, România, Spania, Israel. În aproape toate țările în care a fost difuzată melodia, ea a devenit hit. În România a obținut poziția cu numărul cinci în topul celor mai difuzate piese la radio.
Videoclipul filmat pentru acest single o prezintă pe Petra Marklund cântând și dansând, având în spatele său un fundal complet alb, care este acoperit parțial de panglici și linii roșii, portocalii și galbene. Pe site-ul Youtube circulă și o varantă neoficială a unui videoclip ce constă într-o înregistrare a unei interpretării live, în variantă acustică a melodiei.
Looking For Love
În data de 5 octombrie a anului 2005, Petra Marklund a lansat în Scandinavia un nou EP, cel de-al cincelea din carieră, intitulat Looking For Love. Acesta conține patru versiuni ale melodiei cu același nume. Versiunea originală a fost inclusă și ea pe EP, iar la finele lui 2005 a fost aleasă pentru statutul de cel de-al doilea single extras de pe albumul In Orbit. Looking For Love are un stil relativ diferit față de celelalte melodii incluse pe album, adoptând un gen Electronic/House mult mai proeminent. Fiind produsă de Jonas von der Burg, Anoo Bhagavan, Nicklas von der Burg și Niclas von der Burg, textul melodiei interpretează ideea că, fiecare persoană își caută dragostea.
În țara natală a artistei, Suedia, melodia 	Looking For Love s-a bucurat de succes, atingând poziția cu numărul 17 în topul celor mai difuzate melodii. În Polonia și Israel, single-ul a devenit un adevărat hit, stațiile radio difuzându-l intens, lucru arătat de locurile ocupate în topuri: 2 în Polonia și 3 în Israel. În România, piesa nu s-a bucurat de succesul single-ului precedent, Satellites care a devenit un hit, și a urcat doar până pe locul 73.. În prezent, Looking For Love ocupă poziția cu numărul 1946 în topul celor mai de succes melodii din Suedia lansate vreodată.
În videoclipul filmat pentru acest single, Petra Marklund este surprinsă mergând printr-o pădure, unde dansează și cântă melodia. Pădurea este puternic iluminată de o serie de lasere colorate. Pe site-ul Youtube circulă și o varantă neoficială a unui videoclip ce constă într-o înregistrare a unei interpretării live, în variantă acustică a melodiei.
Ep-ul intitulat Looking For Love a fost relansat pe data de 11 mai a anului 2007 în Europa și America.
Flowers on the Grave
În prima parte a anului 2006 a fost lansat cel de-al patrulea treilea single extras de pe albumul In Orbit, intitulat Flowers on the Grave. Acesta a fost compus, ca și restul albumului de către Jonas von der Burg, Anoo Bhagavan, Nicklas von der Burg și Niclas von der Burg. Aceasta are 3 minute și 28 de secunde, urmărește genul Electronic/House proeminent al albumului. Textul melodiei, prezintă o latură mai sensibilă a artistei și vorbește despre dragoste, aparențe și schimbări. Spre deosebire de linia melodică a celorlalte melodii incluse pe albumul In Orbit, "Flowers on the Grave" este foarte lentă și poate fi încadrată în categoria baladelor.
Melodia "Flowers on the Grave" a primit o difuzare foarte slabă din partea posturilor radio din Scandinavia și restul Europei. Din această pricină, melodia a eșuat în încercarea de a intra în oricare dintre topurile din Europa, chiar și în țara natală a artistei, Suedia. Astfel, piesa "Flowers on the Grave" este cea mai slab clasată melodie din cariera Petrei Marklund.
Totuși, pentru a promova albumul, Marklund a flimat un videoclip. În cadrul acestuia, ea este surprinsă într-un spațiu complet alb, fiind îmbrăcată complet în alb. Treptat, în jurul său apar arbori albi. Treptat, Marklund este înconjurată de trandafiri și mere negre. Alături de acestea, apar cadre în care ea este surprinsă cântând într-un spațiu întunecat, fiind luminată doar de unele efecte computerizate.
It Doesn't Matter
În primăvara anului 2006 a fost lansat cel de-al patrulea extras pe single de pe albumul In Orbit, intitulat It Doesn't Matter. Acesta a fost compus, ca și restul albumului de către Jonas von der Burg, Anoo Bhagavan, Nicklas von der Burg și Niclas von der Burg. Aceasta are 3 minute și 45 de secunde, urmărește genul Electronic/House proeminent al albumului. Textul melodiei vorbește despre relația din Marklund și presupusul său iubit. După presupusa despărțire a lor ea îi spune că orice ar face nu mai contează contează.
Spre deosebire de single-ul precedent, piesa It Doesn't Matter a fost difuzată frecvent de posturile radio din România, unde a obținut poziția cu numărul 66 în topul celor mai difuzate pise. În Polonia, melodia a devenit un hit, câștigând locul 20, iar în Rusia a evoluat slab, reușind să obțină un dezamăgitor loc 121. It Doesn't Matter nu a fost lansat ca și single în Suedia, motiv pentru care nu a intrat în topurile din această țară. Melodia a fost destul de necunoscută în Polonia până în momentul în care September a participat la Festivalul Sopot, din anul 2007.
It Doesn't Matter nu a beneficiat de un videoclip oficial, însă fanii formației September au creat câteva videoclipuri neoficiale pe care le-au postat pe site-ul Youtube.
Cry for You
La data de 22 noiembrie a anului 2006, în Europa, Petra Marklund lansa cel de-al șaselea EP din cariera sa, intitulat Cry for You. Acesta conține patru versiuni ale melodiei cu același nume. La aceeași dată, în S.U.A. și Canada era lansat același Ep, în ediție specială, care conține șase veriante ale melodiei. În mijlocul anului 2006, September lansa cel de-al cincelea și ultimul single de pe albumul In Orbit, intitulat Cry for You. Fiind scrisă și produsă de Jonas Von Der Burg, Anoo Bhagavan, Niclas Von Der Burg, melodia este influențată puternic de stilurile Dance și Pop. Textul său vorbește despre modul în care trebuie tratată o relație și despre despărțirea artistei de presupusul său iubit.
Cry for You a devenit rapid un hit în Europa, câștigând poziții importante în topuri și este considerat, după Satellites, cea mai de succes melodie a Petrei Marklund. În Suedia, piesa a obținut locul șase în topuri, în România poziția cu numărul zece, în Olanda locul patru, iar în S.U.A., în cadrul Billboard Hot Dance Airplay prima poziție. În prezent, Cry for You ocupă locul 927 în topul celor mai de succes melodii din toate timpurile. Piesa a fost inclusă pe compilația Ultra:Weekend 3.
Pentru acest single au fost filmate până în prezent două versiuni oficiale și una neoficială. Primul dintre clipurile oficiale a fost creat pentru a fi promovat numai în unele părți ale Europei, excepție făcând Regatul Unit. În acesta, Marklund este surprinsă cântând și dansând alături de câteva dansatoare, de-a lungul videoclipului schimbându-se de câteva ori costumația și decorul. Cea de-a doua versune oficială a fost creată exclusiv pentru promovarea în Regatul Unit și America de Nord. Clipul este realizat digital, iar September dansează și cântă pe tot parcursul melodiei, având în spate o lume ireală. Pe site-ul Youtube circulă și o varantă neoficială a unui videoclip ce constă într-o înregistrare a unei interpretării live, în variantă acustică a melodiei.
Pe data de 19 septembrie a anului 2007, în America de Nord a fost lansată o nouă variantă remixată a melodiei. În luna aprilie a anului 2008, melodia Cry for You a fost lansată și în Regatul Unit, beneficiind de un nou videoclip.

## Lista melodiilor
| #            | Titlul                             | Durata |
| ------------ | ---------------------------------- | ------ |
| 1            | Prelude                            | 0:28   |
| 2            | Cry for You                        | 3:55   |
| 3            | Looking for Love                   | 3:24   |
| 4            | Satellites                         | 3:16   |
| 5            | Flowers on the Grave               | 4:18   |
| 6            | It Doesn't Matter                  | 3:45   |
| 7            | Sacrifice                          | 3:58   |
| 8            | Good Times                         | 3:41   |
| 9            | Midnight Heartache                 | 3:47   |
| 10           | Sound Memory                       | 3:51   |
| 11           | End of the Rainbow                 | 3:40   |
| 12           | Satellites (live acoustic version) | 3:03   |
| Videoclipuri |                                    |        |
| 1            | Satellites                         | 3:17   |
| 2            | Looking for love                   | 3:27   |